# Stefano Sabelli
Stefano Sabelli, né le 13 janvier 1993 à Rome, est un footballeur italien évoluant au poste d'arrière droit au Genoa CFC.

## Biographie
Son poste de prédilection est celui d'arrière droit. Stefano a évolué durant sa carrière exclusivement en Italie, jouant dans les clubs du FC Bari, du Carpi FC, du Brescia Calcio au Empoli FC et au Genoa CFC.